# Municipio de Green (condado de Ashland)
El municipio de Green (en inglés: Green Township) es un municipio ubicado en el condado de Ashland en el estado estadounidense de Ohio. En el año 2010 tenía una población de 3951 habitantes y una densidad poblacional de 40,54 personas por km².

## Geografía
El municipio de Green se encuentra ubicado en las coordenadas 40°41′27″N 82°16′26″O / 40.69083, -82.27389. Según la Oficina del Censo de los Estados Unidos, el municipio tiene una superficie total de 97.45 km², de la cual 96,47 km² corresponden a tierra firme y (1 %) 0.98 km² es agua.

## Demografía
Según el censo de 2010, había 3951 personas residiendo en el municipio de Green. La densidad de población era de 40,54 hab./km². De los 3951 habitantes, el municipio de Green estaba compuesto por el 98,25 % blancos, el 0,35 % eran afroamericanos, el 0,13 % eran amerindios, el 0,2 % eran asiáticos, el 0,46 % eran de otras razas y el 0,61 % eran de una mezcla de razas. Del total de la población el 0,89 % eran hispanos o latinos de cualquier raza.